# ChangesOneBowie
ChangesOneBowie è una compilation del musicista britannico David Bowie, pubblicato dalla RCA Records nel 1976.

## Storia
Si tratta della prima raccolta di successi del cantante ad essere ampiamente distribuita in tutto il mondo. Il disco contiene brani del periodo 1969–1976, inclusa la prima apparizione in assoluto su LP della canzone John, I'm Only Dancing, in precedenza pubblicata solo su singolo. La "sax version" del brano, incisa durante le sessioni dell'album Aladdin Sane del 1973, apparve sulle prime 1000 copie dell'edizione britannica della raccolta. Le successive ristampe contenevano invece la versione originale del singolo registrata e pubblicata nel 1972.
La RCA ristampò ChangesOnebowie in formato CD nel 1985, ma le copie furono ritirate dal mercato dopo un solo anno dall'uscita, a causa di dissidi fra Bowie e la casa discografica. Il catalogo discografico di Bowie venne quindi ristampato dalla Rykodisc a partire dal 1990 e la compilation originale della RCA diventò Changesbowie sulla quale Fame venne sostituita dalla sua versione remix reintitolata Fame 90; e Heroes, Ashes to Ashes, Fashion, Let's Dance, China Girl, Modern Love, e Blue Jean furono  aggiunte per rimpolpare la scaletta dei brani. Inoltre, nelle versioni formato doppio LP e doppia cassetta furono aggiunti anche i brani Starman (dopo Space Oddity), Life on Mars? (dopo The Jean Genie), e Sound and Vision (dopo Golden Years).
Nel 2003 l'album, sebbene si tratti di una compilation, è stato inserito alla posizione numero 425 della lista dei 500 migliori album di sempre redatta dalla rivista Rolling Stone. Nel 2016 è stata pubblica una edizione dell'album intitolata "40th Anniversary Edition" sia su vinile, sia su cd, che ricalca nella grafica l'edizione originale del 1976.

## Copertina
La copertina dell'album raffigura una foto in bianco e nero del volto di Bowie, ritratto in un'espressione pensosa, opera del fotografo Tom Kelley.

## Tracce
- Tutti i brani sono opera di David Bowie, eccetto dove diversamente indicato.

Lato A
1. Space Oddity – 5:14 – da Space Oddity
2. John, I'm Only Dancing – 2:43 – Sax Version - 2:41
3. Changes – 3:33 – da Hunky Dory, 1971
4. Ziggy Stardust – 3:13 – da Ziggy Stardust, 1972
5. Suffragette City – 3:25 – da Ziggy Stardust, 1972
6. The Jean Genie – 4:03 – da Aladdin Sane, 1973

Lato B
1. Diamond Dogs – 5:56 – da Diamond Dogs, 1974
2. Rebel Rebel – 4:30 – da Diamond Dogs, 1974
3. Young Americans – 5:10 – da Young Americans, 1975
4. Fame – 3:30 (Bowie, Carlos Alomar, John Lennon) – da Young Americans
5. Golden Years – 3:59 – da Station to Station, 1976